# Angarà (coet)
El coet Angarà és un coet dissenyat per enviar grans càrregues a òrbita, reduint la dependència de Rússia del Kazakhstan (on Rússia té llogat el cosmòdrom de Baikonur) per càrregues pesants, a més d'eliminar la necessitat de comprar coets Zenit d'Ucraïna. L'Angarà permetrà a Rússia col·locar objectes pesants en òrbita de forma autònoma, amb una capacitat de llançar càrregues útils equivalent a la del coet Proton, el fiable llançador de càrregues pesants de la Unió Soviètica i ara de Rússia.
La família Angarà de coets està dissenyada per ser modular, de forma semblant als EELV estatunidencs. Té diferents configuracions capaces de situar càrregues útils en òrbita baixa terrestre d'entre 2.000 i 24.500 quilograms.
El projecte s'inicià el 1993. El 2004 es firmà un acord amb el govern del Kazakhstan sobre la construcció del lloc de llançament per l'Angarà des de Baikonur. El 2014, 22 anys després de la concepció original d'Angara, el primer llançament va tenir lloc el 9 de juliol, un vol de prova suborbital del cosmòdrom de Plessetsk. Un Angara A5 es va llançar a l'òrbita geosíncrona el desembre de 2014.
El juliol del 2020, la primera unitat es carregà des de Severodvinsk al vaixell Barentz per lliurar al Cosmòdrom Oriental a través de la Ruta del Mar del Nord i després per riu per primera vegada.